# Patuljasta bambus palma
Patuljasta bambus palma (lat. Chamaedorea radicalis, sin. C. pringlei) je biljka iz porodice palmi.
Tek u zadnje vrijeme uvedena je u kulturu u krajeve s umjerenom klimom, jer se nije vjerovalo u njezinu otpornost, jer potječe iz vlažnih tropskih šuma središnjeg Meksika. No, viđena je na dosta visokim planinama, tako da ima određen stupanj tolerancije na mraz, osobito ako se privikne na nešto sušnije i pjeskovitije zemljište. 
Pojedinačni primjerci u Teksasusu preživeli -15°C bez većih oštećenja. Vrlo rijetko stvara nisko stablo. Listovi su tamnozeleni, sjajni i čvršći nego kod ostalih vrsta roda, s tridesetak segmenata koji su često povijeni prema dolje. Cvjeta već kao vrlo mlada (dvodoma) biljka a sjeme sadrži oksalatnu kiselinu koja može iritirati kožu. Odlično podnosi i potpunu sjenu i može se koristiti za sadnju u podstojnoj etaži. Osobito je efektna kada se sadi u grupama. 
Naraste do visine od 2 m i pogodna je za cijelu jadransku obalu. Ova vrsta nije raširena u Hrvatskoj iako postoji veliki potencijal za sadnju ove palme kao ukrasne biljke.